# Johann Heinrich Gloger
Johann Heinrich Gloger (* um 1670 oder 1675; † Juli 1732 in Hann. Münden) war ein deutscher Orgelbauer.

## Leben
Der Ursprung der Familie wird in Schlesien vermutet. Johann Heinrich Gloger hatte einen Bruder namens Christoph Gloger (* Oktober 1665, † 25. Dezember 1733 in Aderstedt (Huy)), der gleichfalls Orgelbauer war und die Orgel in Aderstedt schuf.
Am 25. August 1701 heiratete er in Burgdorf (Region Hannover) Cathrina Margarete Meyer, die Tochter eines Goldschmieds.
Um 1720 lebte er in Göttingen, ab 1721 in Northeim.
Acht Nachkommen Glogers sind bezeugt: Johann Wilhelm Gloger, genannt Wilhelm Gloger (* 1702; † 11. Dezember 1760), wurde Orgelbauer. Die Tochter Catharina Magdalena Gloger (* 1703) verstarb jung. Dietrich Christoph Gloger (* zwischen Mai 1704 und August 1708; † 14. Februar 1773) wurde ebenfalls Orgelbauer. 1708 oder 1709 wurde Anna Rebecca Gloger geboren. Gottfried Hinrich Gloger (* 1710; † 1799 in Stiklestad) half seinem Vater bei den Arbeiten an der Northeimer Orgel und zog 1738 nach Norwegen, wo er die Orgel in Kongsberg baute. Georg Ludwig Gloger (* 1714/15) verstarb jung. Die Töchter Sophie Eleonore Gloger (* um 1715/17), auch Sophie Leonore Gloger genannt, und Catrina Dorothea Gloger (* 1720) wohnten bis 1742 in Northeim.

## Werk

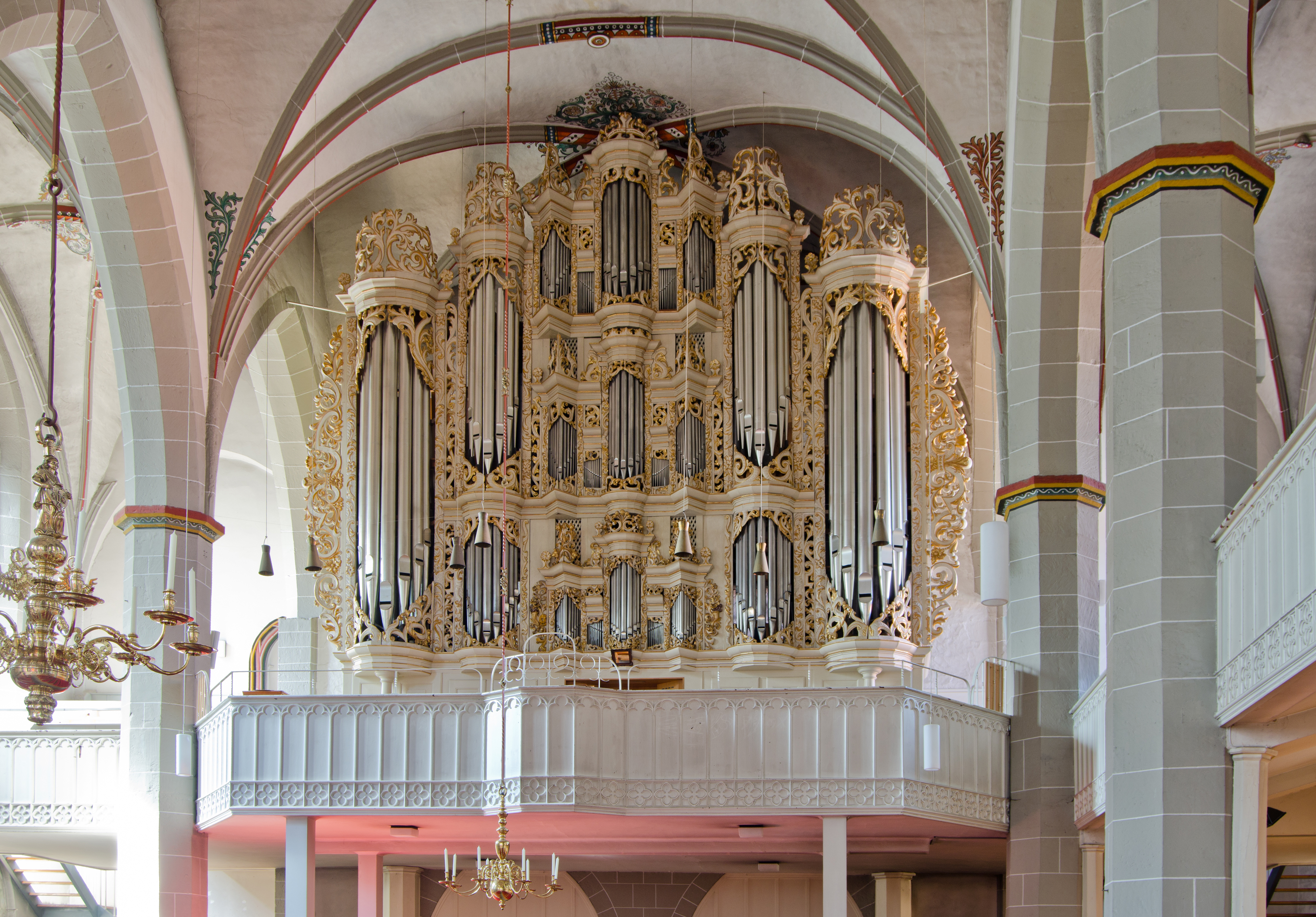
Orgel St. Sixti, Northeim

Er war wahrscheinlich ein Schüler Arp Schnitgers.
Um 1709 renovierte er mit seinem älteren Bruder Christoph die Orgel der Stadtkirche in Hamburg-Harburg. Zuvor haben im Jahr 1708 mutmaßlich beide Brüder die Chororgel in St. Lamberti in Lüneburg erbaut, eine Stiftung des Sülfmeisters Heinrich Georg Döring. Diese Orgel (I/oP/6) wurde nach 1789 verkauft und befindet sich heute restauriert in der Dorfkirche in Dreilützow. Sie ist möglicherweise die älteste erhaltene Orgel der Orgelbauerfamilie Gloger.
In der Kirche St. Sixti in Northeim befand sich eine von dem Göttinger Organisten Paul Germer, der aus Arnstadt stammte, erbaute Orgel. Diese befand sich auf der Südseite der Kirche. Ab 1721 baute Gloger sie aus und installierte sie an dem heutigen Orgelstandort auf der Westseite der Kirche. Zugleich vergrößerte er sie bedeutend. Noch bevor er diese Orgel fertigstellen konnte, führte er Arbeiten am mittelsten Positiv der Orgel der Kirche St. Blasii in Hann. Münden aus, während der er starb. Die Orgelarbeit in St. Sixti wurde 1734 von seinem Sohn Wilhelm vollendet.